# Neptunusbad (Băile Herculane)
Het Neptunusbad is een monument en oud badhuis in de stad Băile Herculane, een bekend kuuroord in Roemenië. Het werd gebouwd tussen 1883 en 1886. Destijds was het een beroemd badhuis, waar ook Elisabeth in Beieren en Frans Jozef I van Oostenrijk een bezoek aan brachten.
Na de Roemeense Revolutie werd het kuuroord verlaten. Hoewel het badhuis een monument is, vervalt het gebouw steeds meer. In 2019 stortten bijvoorbeeld twee muren en een dak in. Door de slechte staat van het gebouw, en het gebrek aan aandacht van de Roemeense overheid, is het Neptunusbad door Europa Nostra verkozen tot een van de zeven meest bedreigde monumenten van Europa in 2022.

## Galerij

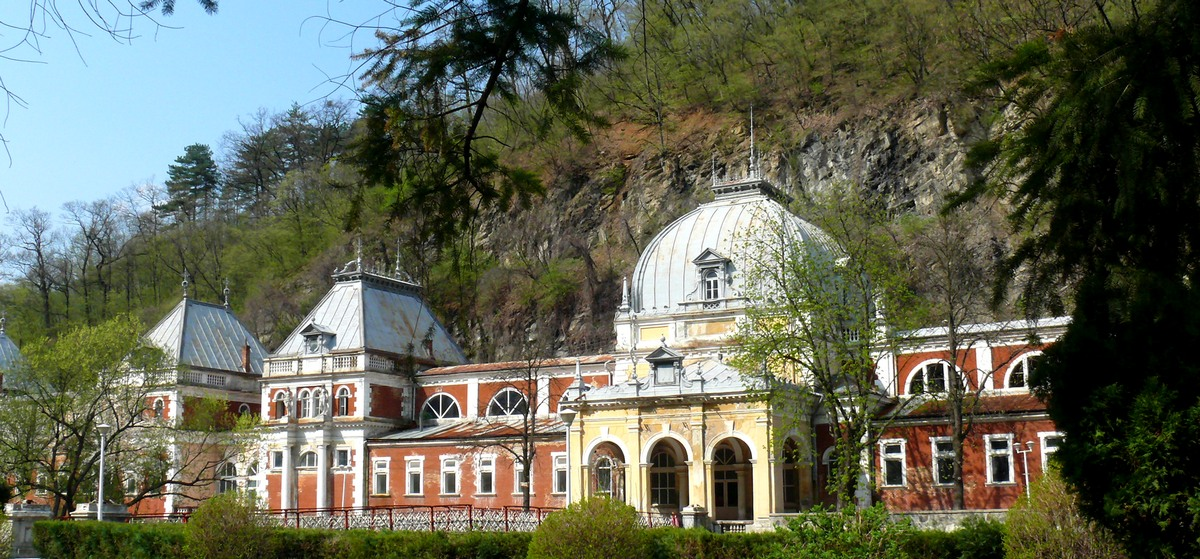
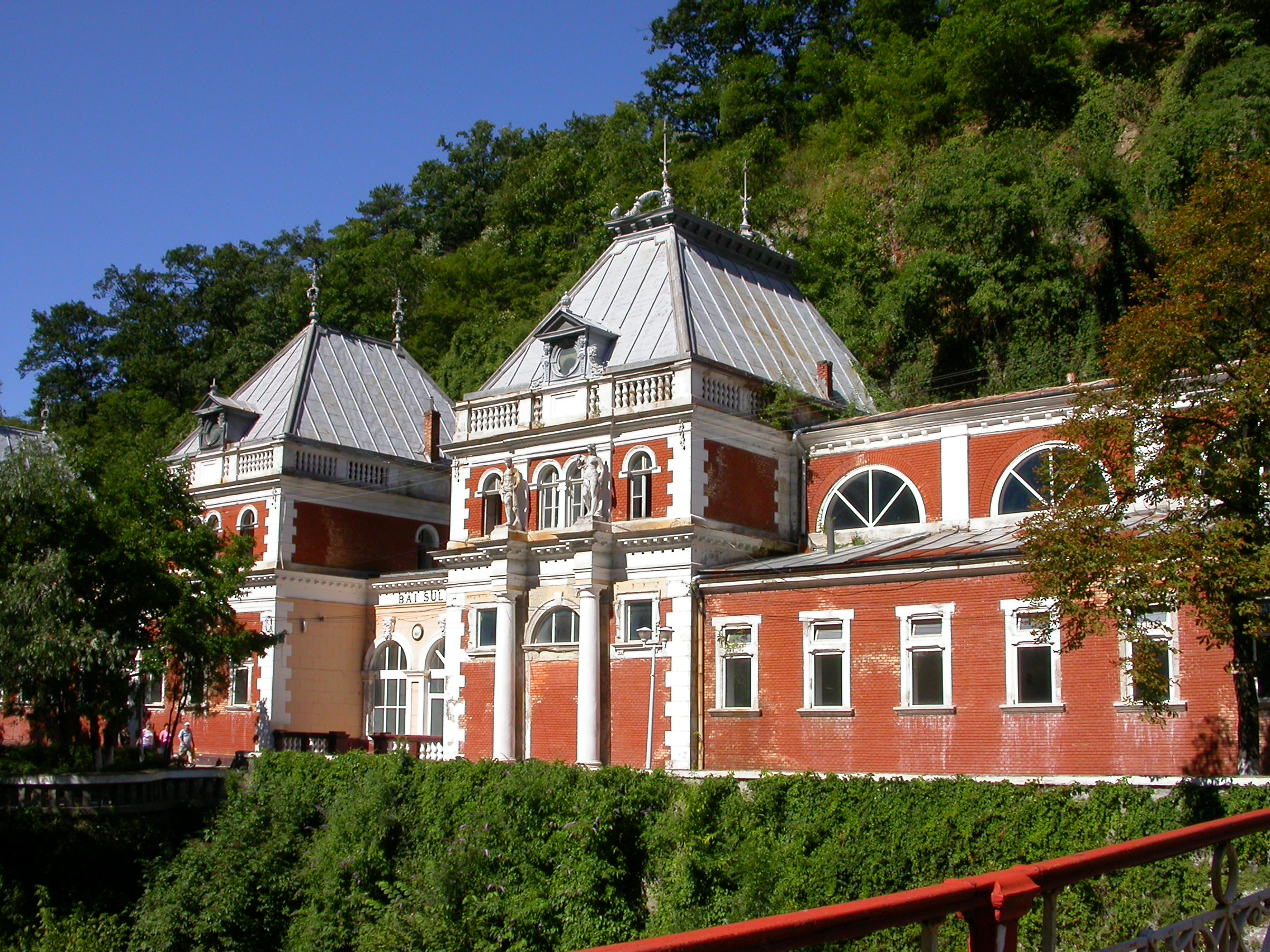
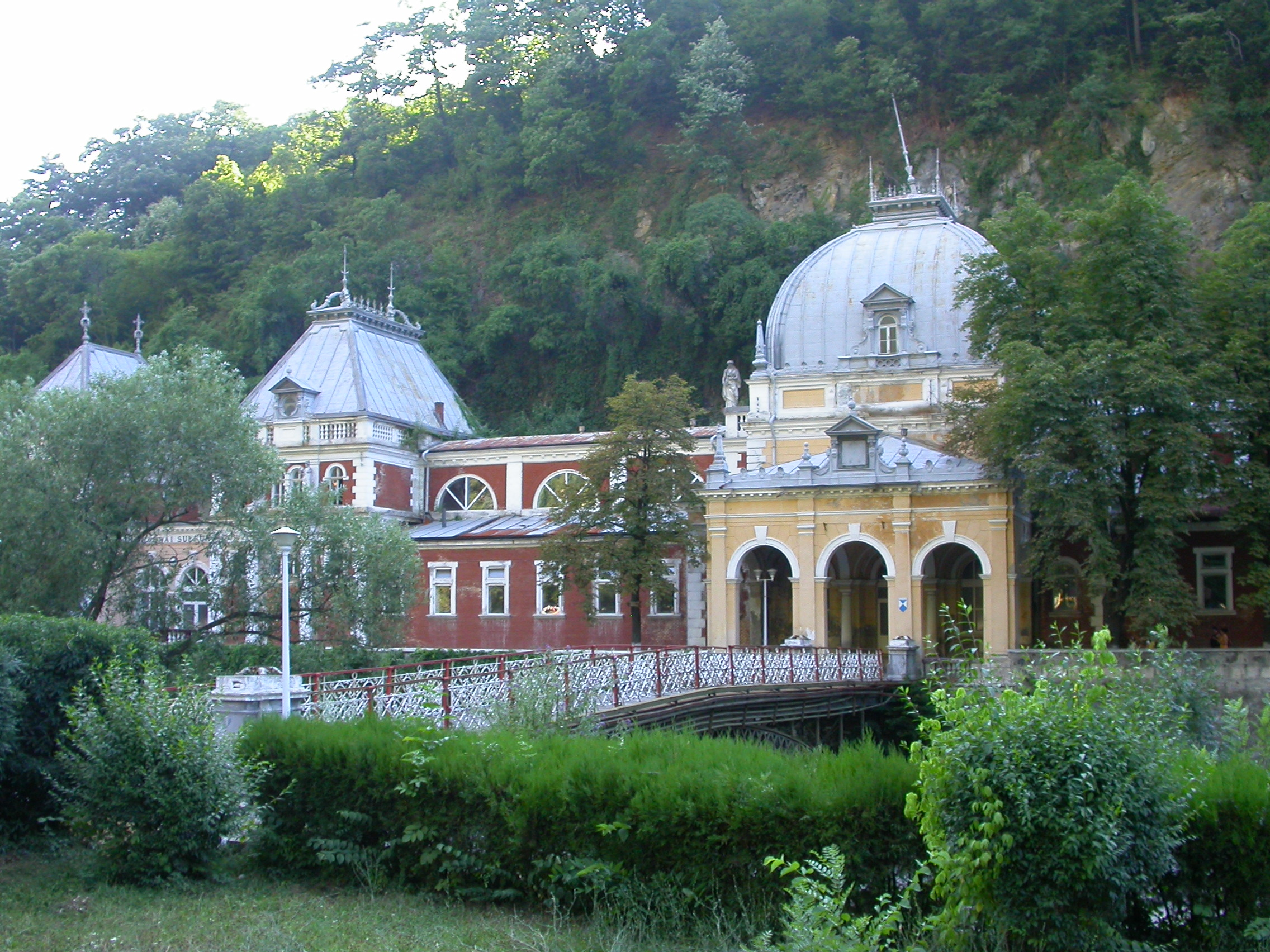
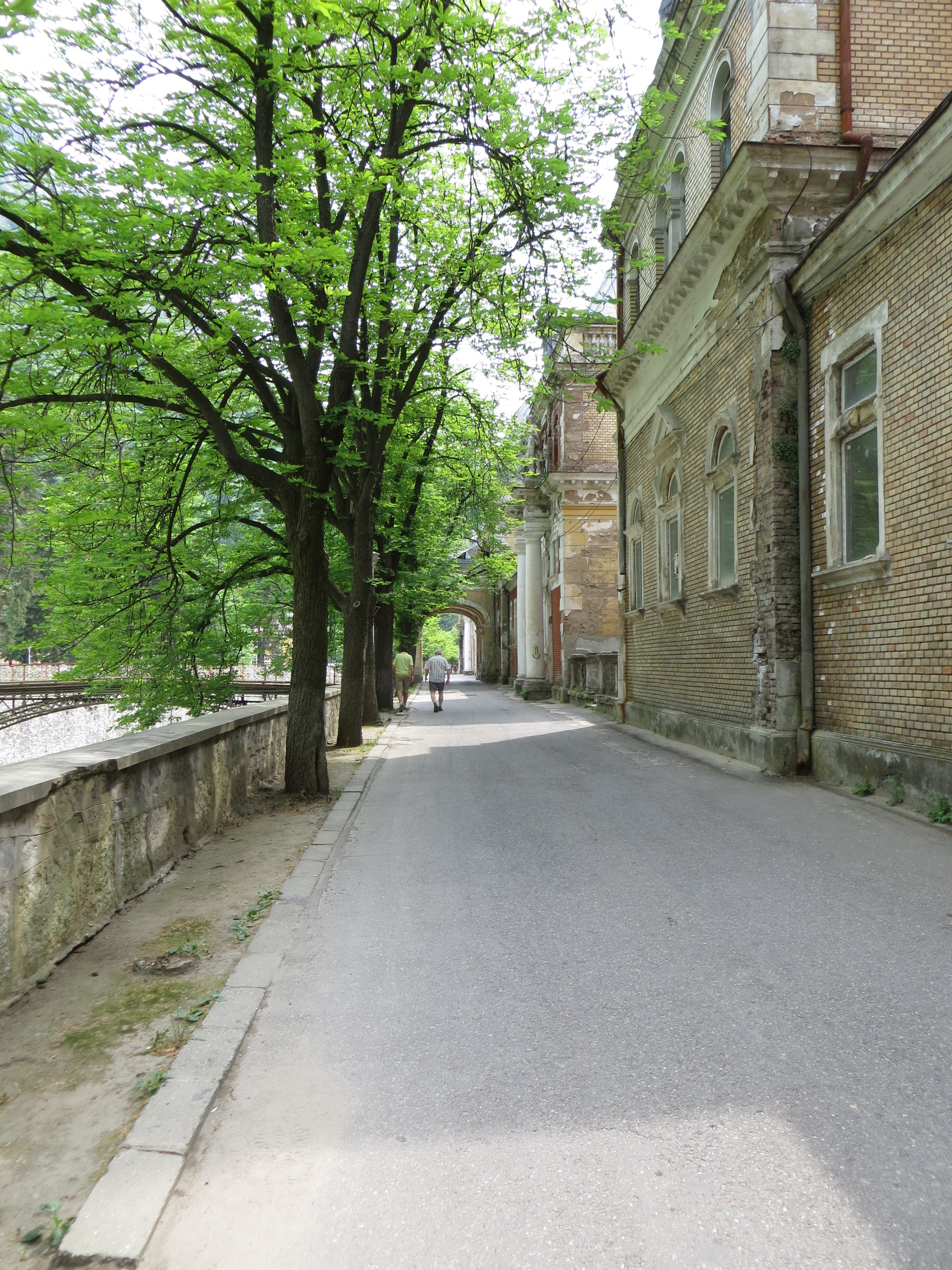